# Brooke Burnsová
Brooke Elizabeth Burnsová (* 16. března 1978, Dallas, Texas) je americká herečka a bývalá modelka, asi nejlépe známá díky seriálům Pobřežní hlídka a Pobřežní hlídka: Hawaii.

## Životopis
Má dvě sestry. Během dětství dělala 12 let balet, v 15 se stala modelkou. Její první větší hereckou rolí byla Jessie Owensová v seriálech Pobřežní hlídka a spin-off tohoto seriálu Pobřežní hlídka: Hawaii. Hlavní role měla také v seriálech North Shore a Muži, ženy a psi.
Byla vdaná za herce Juliana McMahona, se kterým má dceru Madison. Také byla zasnoubená s Brucem Willisem.

## Filmografie
| Rok       | Film/seriál                         | Role                           | Poznámky  |
| --------- | ----------------------------------- | ------------------------------ | --------- |
| 1996      | Out of the Blue                     | Peg                            |           |
| 1997      | Conan                               | Hearth                         | 1 epizoda |
| 1997      | Ally McBealová                      |                                | 4 epizody |
| 1998-2001 | Pobřežní hlídka                     | Jessie Owensová                | 46 epizod |
| 1999      | Na život a na smrt                  | Lori                           | 1 epizoda |
| 2001      | Těžce zamilován                     | Katrina                        |           |
| 2002      | Muži, ženy a psi                    | Kristle                        | 1 epizoda |
| 2002      | Detektiv Nero Wolfe                 | Beatrice Epps                  | 2 epizody |
| 2002-2003 | Třeba mě sežer                      | modelka                        | 2 epizody |
| 2003      | Špiónky                             | Nicki Shields                  | 1 epizoda |
| 2003      | Rock Me, Baby                       | Erin 'White Chocolate' Rimsing | 1 epizoda |
| 2004-2005 | North Shore                         | Nicole Boothová                | 21 epizod |
| 2005      | The Salon                           | Tami                           |           |
| 2005      | Modelky na zabití                   | Eva                            |           |
| 2005      | Spolubydlící 2                      | Jan Lambert                    |           |
| 2006      | Modern Men                          | Angelica                       | 1 epizoda |
| 2006      | Pepper Dennis                       | Kathy Dinkle                   | 13 epizod |
| 2006      | Murder on Spec                      | Kate Graham                    |           |
| 2007      | Urban Decay                         | Sasha                          |           |
| 2007      | Podvedený osud                      | Anna Malone                    |           |
| 2008      | The Art of Travel                   | Darlene Loren                  |           |
| 2008      | Miss Guided                         | Lisa Germain                   | 7 epizod  |
| 2008      | Běsnící peklo                       | Kristin                        |           |
| 2008      | The Most Wonderful Time of the Year | Jennifer Cullen                |           |
| 2008      | I'll Come Running                   | dívka v restauraci             |           |
| 2009      | Mistresses                          | Shannon                        |           |
| 2009      | Dancing Trees                       | Nicole                         |           |
| 2009      | Kriminálka Miami                    | Bonnie Galinetti               | 1 epizoda |
| 2009      | V těle boubelky                     | Christy Talbot                 | 1 epizoda |
| 2009-2010 | Melrose Place                       | Vanessa Mancini                | 8 epizod  |
| 2010      | Titanic II                          | Dr. Kim Patterson              |           |
| 2011      | Borderline Murder                   | Abby Morgan                    |           |
| 2011      | Fixing Pete                         | Ashley                         |           |
| 2012      | Undercover Bridesmaid               | Tanya                          |           |
| 2013      | A Sister's Revenge                  | Suzanne Dunne                  |           |